# Средна Арда
„Средна Арда“ е защитена местност в България в района на Източните Родопи на левия бряг на язовир Студен кладенец. Обявена е за такава на 24 юли 2000 г. („Държавен вестник“, бр. 66/2000), заведена под код 138 в Регистъра на защитените територии и защитените зони в България. Териториално се намира в Област Кърджали, Община Кърджали, в землищата на селата Висока поляна и Звезделина. Защитената местност попада на територията на Регионална инспекция по околната среда и водите – Хасково и на Регионална дирекция по горите – Кърджали.
Местността е обявена за защитена с цел:
- съхраняване на характерния източнородопски ландшафт (скален венец от високи и труднодостъпни скали със сравнитено плитки, сухи пещери, формирани в резултат на тектонски процеси[2]), и
- опазване местообитанията и популациите от египетски лешояд, белоглав лешояд, белоопашат мишелов, черен щъркел, скална зидарка, син скален дрозд, тракийски кеклик, прилепни колонии.[1]

Има припокриване между територията на „Средна Арда“ със защитената зона „Източни Родопи“ по Директивата за местообитанията, и със защитената зона „Студен кладенец“, обявена по Директивата за птиците.
В защитената местност с обща площ 420.0 хектара са забранени строителните, кариерните и геологопроучвателните дейности, сечи в горските насаждения, практикуването на алпинизъм, делтапланеризъм и бивакуване и палене на огън извън определените за целта места, и др.
Растителността в защитената местност е сухолюбива, срещат се някои ендемични и реликтни видове: родопски силивряк, уховидно подрумиче, веленовски дебелец и др.

## Галерия
- Снимки от защитената местност